# Dendrobium parthenium
Dendrobium parthenium är en orkidéart som beskrevs av Heinrich Gustav Reichenbach. Dendrobium parthenium ingår i släktet Dendrobium, och familjen orkidéer. Inga underarter finns listade i Catalogue of Life.